# جشنواره آهنگ کی‌بی‌اس
جشنواره آهنگ کی‌بی‌اس (انگلیسی: KBS Song Festival; کره‌ای: KBS 가요대축제) یک موزیک شوی سالانه در کره جنوبی است که در پایان هر سال از کی‌بی‌اس پخش می‌شود. نخستین بار در سال ۱۹۶۵ به عنوان یک برنامه اهدای جوایز پخش شد اما کی‌بی‌اس از سال ۲۰۰۶ اهدای جوایز را متوقف کرد. از آن زمان به عنوان یک جشنواره موسیقی بدون اهدای جوایز برگزار شد، با این وجود در سال ۲۰۱۳ جوایز اهدا شد.